# Debub
Debub (Tigrinya ዞባ ደቡብ, arabisch المنطقة الجنوبية, italienisch Regione del Sud; deutsch Süd-Region) ist eine Region (Zoba) Eritreas mit etwa 1.088.000 Einwohnern.
Ihre Hauptstadt ist Mendefera (Adi Ugri).

## Geographie
Die Region liegt an der Südgrenze des Landes, angrenzend an Äthiopien. Sie besteht aus den Distrikten Adi Keyh, Adi Quala, Areza, Dbarwa, Dekemhare, Kudo Be'ur, Mai-Mne, May Ayni, Mendefera, Segeneiti, Senafe und Tserona.